# Ohaba-Jiu
Ohaba-Jiu – wieś w Rumunii, w okręgu Gorj, w gminie Bolboși. W 2011 roku liczyła 503 mieszkańców.